# Echábarri
Echábarri es un despoblado que actualmente forma parte del concejo de Luquiano, que está situado en el municipio de Zuya, en la provincia de Álava, País Vasco (España).

## Toponimia
A lo largo de los siglos ha sido conocido con los nombres de Chavarri, Echábarri, Echavarri.

## Historia
Documentado desde el siglo XII, formaba parte del Obispado de Calahorra.